# Holzleitensattel
Holzleitensattel är ett bergspass i Österrike.   Det ligger i distriktet Imst och förbundslandet Tyrolen, i den västra delen av landet, 400 km väster om huvudstaden Wien. Holzleitensattel ligger 1 268 meter över havet.
Terrängen runt Holzleitensattel är huvudsakligen bergig, men österut är den kuperad. Terrängen runt Holzleitensattel sluttar söderut. Närmaste större samhälle är Telfs, 13,9 km öster om Holzleitensattel. 
I omgivningarna runt Holzleitensattel växer i huvudsak barrskog. Runt Holzleitensattel är det ganska glesbefolkat, med 35 invånare per kvadratkilometer.